# NGC 5260
NGC 5260 (другие обозначения — ESO 509-92, MCG -4-32-50, AM 1337-233, IRAS13375-2336, PGC 48371) — галактика в созвездии Гидра.
Этот объект входит в число перечисленных в оригинальной редакции «Нового общего каталога».